# Cantó de Buchy
El cantó de Buchy és un cantó francès del departament del Sena Marítim, situat al districte de Rouen. Té 21 municipis i el cap és Buchy.

## Municipis
- Bierville
- Blainville-Crevon
- Bois-Guilbert
- Bois-Héroult
- Boissay
- Bosc-Bordel
- Bosc-Édeline
- Bosc-Roger-sur-Buchy
- Buchy
- Catenay
- Ernemont-sur-Buchy
- Estouteville-Écalles
- Héronchelles
- Longuerue
- Morgny-la-Pommeraye
- Pierreval
- Rebets
- Saint-Aignan-sur-Ry
- Sainte-Croix-sur-Buchy
- Saint-Germain-des-Essourts
- Vieux-Manoir

## Història
| Data d'elecció                           | Identitat        | Partit               | Qualitat |
| ---------------------------------------- | ---------------- | -------------------- | -------- |
| 1945-1951                                | Fernand Piole    | Divers gauche        |          |
| 1951-1970                                | M. Lefebvre      | radical              |          |
| 1970-2001                                | Albert Verhaeghe | radical, després UDF |          |
| 2001-                                    | Patrick Chauvet  | Divers droite        |          |
| les dades anteriors no són pas conegudes |                  |                      |          |
|                                          |                  |                      |          |

## Demografia
| A partir de 1990: Població sense dobles comptes |